# 横沼神社
横沼神社（よこぬまじんじゃ）は、埼玉県加須市の神社。

## 歴史
元和年間（1615年 - 1624年）に創建された。当地の住民は、現在の同県久喜市の鷲宮神社の氏子であったが、人口が増えたため、当地に鷲宮神社から分霊を勧請して創建した。創建の経緯から、本来は「鷲宮神社」と称すべきであったが、社殿の横に沼があったことから「横沼神社」と名付けられた。
1872年（明治5年）、近代社格制度に基づく「村社」に列せられ、1912年（明治45年）の神社合祀により、周辺の神社が合祀された。その中に「護世社（ごぜしゃ）」がある。「護世」は女性盲人芸能者「瞽女（ごぜ）」のことであり、利根川の洪水で琴を持った瞽女の遺体が岸辺に流れ着き（寄り）、彼女を葬ったことが当地の地名「琴寄」の由来である。地名の由来ともなっていることから、護世社だけは拝殿の中に祀られている。

## 交通アクセス
- 栗橋駅より徒歩36分。